# アイタナ・サンチェス＝ギヨン
アイタナ・サンチェス＝ギヨン（Aitana Sanchez-Gijón、1968年11月5日 - ）はイタリア・ローマ出身の女優である。母親はイタリア人だが、父親はスペイン人。主にスペイン映画界で活躍している。アイタナ・サンチェス＝ヒホンとも表記される。
ビガス・ルナの『裸のマハ』の出演により、サン・セバスティアン国際映画祭において賞を獲得している。

## 主な出演作品
- 電話でアモーレ Boca a Boca (1995)
- 雲の中で散歩 A Walk in the Clouds (1995) - ヴィクトリア・アラゴン 役
- 裸のマハ Volavérunt (1999) - カイエターナ（アルバ公爵夫人） 役
- ぼくは怖くない Io non ho paura (2003) - アンナ・アミトラーノ 役
- マシニスト El Maquinista (2004) - マリア 役
- 妹の誘惑 Gli sfiorati (2011) - ヴィルナ 役
- パラレル・マザーズ Madres paralelas (2021) - テレサ 役